# FK Ventspils
El FK Ventspils fue un club de fútbol con sede en Ventspils, Letonia. Se fundó en 1997 y desde su creación fue uno de los clubes más laureados de Letonia con seis ligas nacionales, siete copas de Letonia y una Liga Báltica. Además fue el primer equipo letón que logró clasificarse para la fase de grupos de una competición europea, la Liga Europa de la UEFA 2009-10.

## Historia

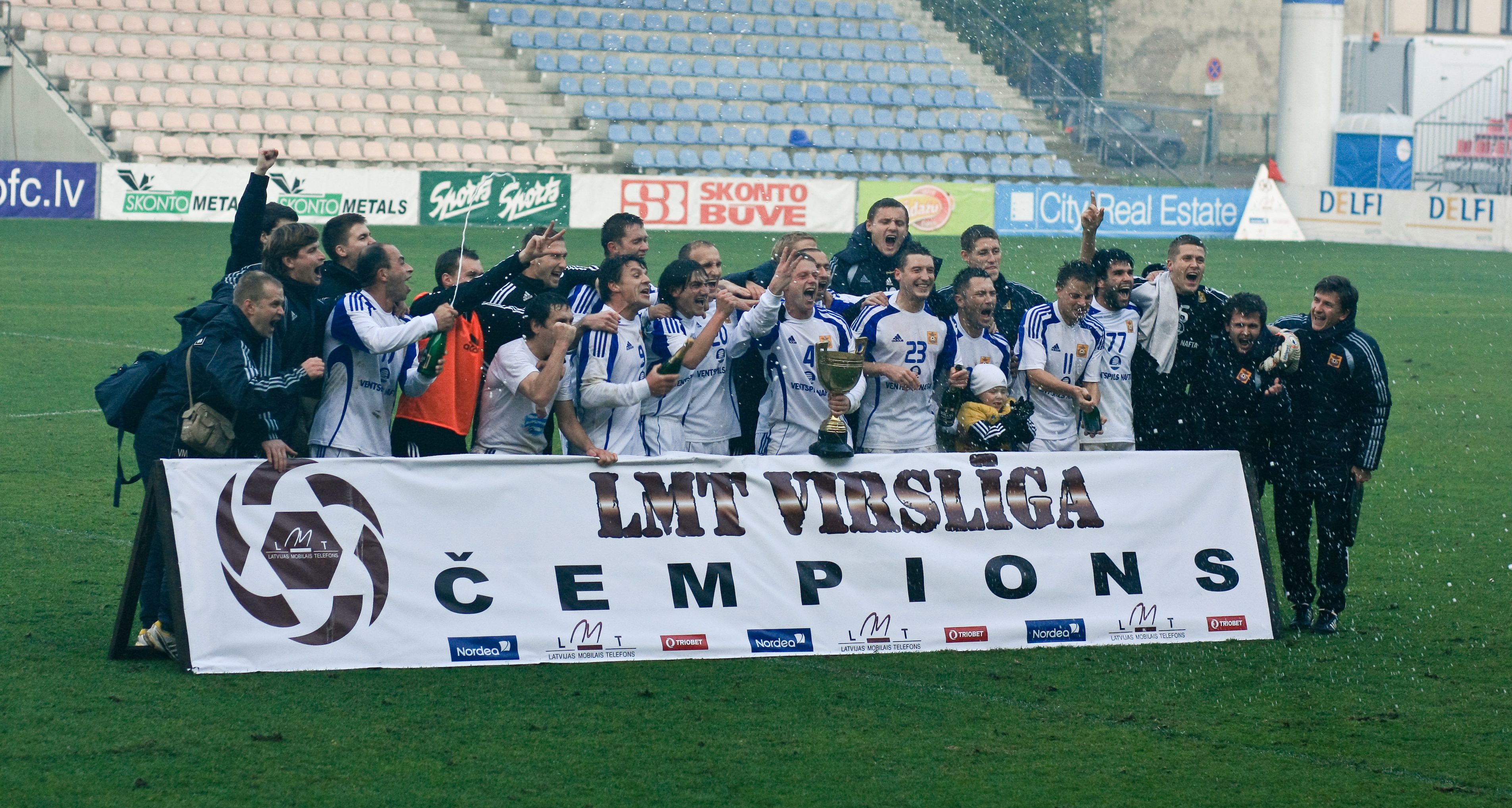
Jugadores del FK Ventspils celebran el título de 2008.

El equipo fue fundado en 1997 mediante la fusión de dos equipos de Ventspils: el FK Venta y el FK Nafta. Ambos clubes se encontraban por aquel entonces en la Primera Liga de Letonia, si bien el Venta tenía mayor tradición y había vivido su mejor época deportiva a finales de los años 1960.
La nueva entidad adquirió una plaza vacante en División de Honor y debutó en la temporada 1997 con un cuarto puesto. Muy pronto el Ventspils se hizo un hueco en el fútbol letón, con numerosas presencias en la Copa Intertoto y la Copa de la UEFA. En la temporada 2000 quedó segundo, puesto que repetiría los dos años siguientes. Y desde 2003 hasta 2005 se proclamó campeón de la Copa de Letonia. En aquella época el club estaba presidido por Yuri Bespalov.
Después de numerosas campañas a la sombra del Skonto Riga, el Ventspils ganó por fin la Virslīga en la temporada 2006 y debutó en la Liga de Campeones en su edición de 2007-08. Bajo las órdenes del técnico ucraniano Roman Hryhorchuk, el equipo revalidó el título en los años 2007 y 2008, en ambos casos con un doblete de liga y copa. En 2009 se convirtió en el primer club de Letonia que se clasificaba para la fase de grupos de la Liga Europa de la UEFA 2009-10, al haber derrotado al BATE Borisov. Y en 2010 obtuvo la Liga Báltica tras imponerse al FK Sūduva lituano en la tanda de penaltis.
La salida de Hryhorchuk no frenó la racha de triunfos del Ventspils, que en los años 2010 ha conquistado nuevos títulos de Liga (2011, 2013 y 2014) y de Copa (2011, 2013 y 2017). Después de que el Skonto desapareciese en 2016, el Ventspils se convirtió en el equipo en activo más laureado de Letonia. En 2018 el banquero ruso Adrián Shishkanov, antiguo propietario del Dacia Chișinău moldavo, se hizo con el control de la entidad.
El 9 de junio de 2021, la UEFA sancionó al FK Ventspils con siete años de inhabilitación en competiciones europeas, tras comprobar que el presidente Shishkanov había intentado sobornar al colegiado Sergey Lapochkin en un clasificatorio de la Liga Europea de la UEFA 2018-19. Ese mismo año el equipo anunció su retirada de la Virslīga por problemas económicos.

## Uniforme
- Uniforme titular: Camiseta amarilla, pantalón azul, medias amarillas.
- Uniforme alternativo: Camiseta blanca y azul, pantalón blanco, medias blancas.

## Palmarés

### Torneos nacionales
| Competición         | Títulos                                  | Subcampeonatos               |
| ------------------- | ---------------------------------------- | ---------------------------- |
| Virslīga (6)        | 2006, 2007, 2008, 2011, 2013, 2014       | 2000, 2001, 2002, 2009, 2010 |
| Copa de Letonia (7) | 2002, 2003, 2004, 2007, 2010, 2012, 2017 | 2008, 2015                   |

### Torneos internacionales
| Competición      | Títulos | Subcampeonatos |
| ---------------- | ------- | -------------- |
| Liga Báltica (1) | 2010    |                |

## Participación en competiciones europeas
| Temporada | Torneo                | Ronda              | Club                        | Casa | Visita    | Global   |
| --------- | --------------------- | ------------------ | --------------------------- | ---- | --------- | -------- |
| 1999      | UEFA Intertoto Cup    | 1                  | Vålerenga                   | 2–0  | 0–1       | 2–1      |
| 1999      | UEFA Intertoto Cup    | 2                  | Kocaelispor                 | 1–1  | 0–2       | 1–3      |
| 2000–01   | UEFA Cup              | Clasificatoria     | Vasas                       | 2–1  | 1–3 (aet) | 3–4      |
| 2001–02   | UEFA Cup              | Clasificatoria     | HJK Helsinki                | 0–1  | 1–2       | 1–3      |
| 2002–03   | UEFA Cup              | Clasificatoria     | Lugano                      | 3–0  | 0–1       | 3–1      |
| 2002–03   | UEFA Cup              | 1                  | Stuttgart                   | 1–4  | 1–4       | 2–8      |
| 2003–04   | UEFA Cup              | Clasificatoria     | Wisła Płock                 | 1–1  | 2–2       | 3–3 (a)  |
| 2003–04   | UEFA Cup              | 1                  | Rosenborg                   | 1–4  | 0–6       | 1–10     |
| 2004–05   | UEFA Cup              | 1.ª Clasificatoria | B68 Toftir                  | 8–0  | 3–0       | 11–0     |
| 2004–05   | UEFA Cup              | 2ª Clasificatoria  | Brøndby                     | 0–0  | 1–1       | 1–1 (a)  |
| 2004–05   | UEFA Cup              | 1                  | Amica Wronki                | 1–1  | 0–1       | 1–2      |
| 2005–06   | UEFA Cup              | 1.ª Clasificatoria | Linfield                    | 1–2  | 1–0       | 2–2 (a)  |
| 2006–07   | UEFA Cup              | 1.ª Clasificatoria | Knattspyrnufélagið Víkingur | 2–1  | 2–0       | 4–1      |
| 2006–07   | UEFA Cup              | 2ª Clasificatoria  | Newcastle United            | 0–1  | 0–0       | 0–1      |
| 2007–08   | UEFA Champions League | 1ª Clasificatoria  | The New Saints              | 2–1  | 2–3       | 4–4 (a)  |
| 2007–08   | UEFA Champions League | 2ª Clasificatoria  | Red Bull Salzburg           | 0–3  | 0–4       | 0–7      |
| 2008–09   | UEFA Champions League | 1.ª Clasificatoria | Llanelli                    | 4–0  | 0–1       | 4–1      |
| 2008–09   | UEFA Champions League | 2ª Clasficatoria   | Brann                       | 2–1  | 0–1       | 2–2 (a)  |
| 2009–10   | UEFA Champions League | 2ª Clasificatoria  | F91 Dudelange               | 3–0  | 3–1       | 6–1      |
| 2009–10   | UEFA Champions League | 3ª Clasificatoria  | BATE Borisov                | 1–0  | 1–2       | 2–2 (a)  |
| 2009–10   | UEFA Champions League | Playoff            | Zürich                      | 0–3  | 1–2       | 1–5      |
| 2009–10   | UEFA Europa League    | Grupo D            | Hertha BSC                  | 0–1  | 1–1       | 4º Lugar |
| 2009–10   | UEFA Europa League    | Grupo D            | Heerenveen                  | 0–0  | 0–5       | 4º Lugar |
| 2009–10   | UEFA Europa League    | Grupo D            | Sporting CP                 | 1–2  | 1–1       | 4º Lugar |
| 2010–11   | UEFA Europa League    | 1ª Clasificatoria  | Teteks                      | 0–0  | 1–3       | 1–3      |
| 2011–12   | UEFA Europa League    | 2ª Clasificatoria  | Shakhtyor Salihorsk         | 3–2  | 1–0       | 4–2      |
| 2011–12   | UEFA Europa League    | 3ª Clasificatoria  | Red Star Belgrade           | 1–2  | 0–7       | 1–9      |
| 2012–13   | UEFA Champions League | 2ª Clasificatoria  | Molde                       | 1–1  | 0–3       | 1–4      |
| 2013–14   | UEFA Europa League    | 1ª Clasificatoria  | Airbus UK Broughton         | 0–0  | 1–1       | 1–1 (a)  |
| 2013–14   | UEFA Europa League    | 2ª Clasificatoria  | Jeunesse Esch               | 1–0  | 4–1       | 5–1      |
| 2013–14   | UEFA Europa League    | 3ª Clasificatoria  | Maccabi Haifa               | 0–0  | 0–3       | 0–3      |
| 2014–15   | UEFA Champions League | 2ª Clasificatoria  | Malmö FF                    | 0–1  | 0–0       | 0–1      |
| 2015–16   | UEFA Champions League | 2ª Clasificatoria  | HJK Helsinki                | 1–3  | 0–1       | 1–4      |
| 2016–17   | UEFA Europa League    | 1ª Clasificatoria  | Víkingur Gøta               | 2–0  | 2–0       | 4–0      |
| 2016–17   | UEFA Europa League    | 2ª Clasificatoria  | Aberdeen                    | 0–1  | 0–3       | 0–4      |
| 2017-18   | UEFA Europa League    | 1ª Clasificatoria  | Valur                       | 0-0  | 0–1       | 0-1      |
| 2018-19   | UEFA Europa League    | 1ª Clasificatoria  | Luftëtari                   | 5–0  | 3–3       | 8–3      |
| 2018-19   | UEFA Europa League    | 2ª Clasificatoria  | Girondins de Bordeaux       | 0–1  | 1–2       | 1–3      |
| 2019-20   | UEFA Europa League    | 1ª Clasificatoria  | Teuta                       | 3–0  | 0–1       | 3–1      |
| 2019-20   | UEFA Europa League    | 2ª Clasificatoria  | Gżira United                | 4–0  | 2–2       | 6–2      |
| 2019-20   | UEFA Europa League    | 3ª Clasificatoria  | Vitória de Guimarães        | 0–3  | 0–6       | 0–9      |
| 2020-21   | UEFA Europa League    | 1.ª Clasificatoria | Dinamo-Auto                 | 2–0  | –         | 2–1      |
| 2020-21   | UEFA Europa League    | 2ª Clasificatoria  | Rosenborg                   | 1–5  | –         | 1–5      |